# Juan Otxoantezana
Juan Otxoantezana Milikua, noto anche come Otxoa, (Plentzia, 25 ottobre 1912 – Getxo, 10 febbraio 1998), è stato un allenatore di calcio e calciatore spagnolo.

## Carriera
Dopo aver giocato come calciatore con Valencia e Real Madrid, intraprende la carriera di allenatore.
Guida il Racing Santander in Primera Division per tre stagioni tra il 1952 ed il 1955, avventura culminata con un esonero. Dopo tre anni passa al Real Saragozza, poi al Real Oviedo e, nella stagione 1963-1964, all'Athletic Bilbao. Nel corso della carriera si siede anche sulla panchina del Deportivo La Coruna, del Pontevedra e del Las Palmas.